# Aanslag (misdrijf)

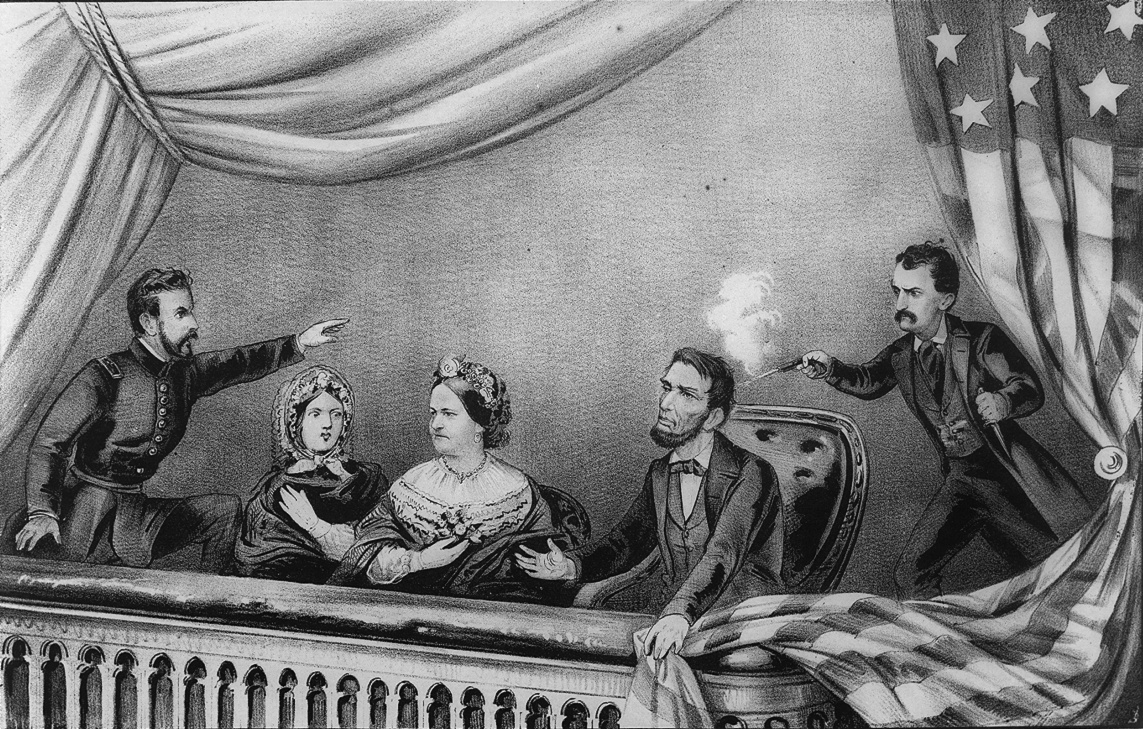
Tekening van de aanslag op de Amerikaanse president Abraham Lincoln, gepleegd door John Wilkes Booth op 14 april 1865.

Een aanslag wordt in het Woordenboek der Nederlandsche Taal (WNT) omschreven als "Onverhoedsche verraderlijke of althans boosaardige aanval op iemands leven of zijn belang". De Van Dale geeft twee relevante betekenissen, namelijk "poging tot moord of overrompeling" en "misdrijf tegen de veiligheid van de staat of tegen leven en vrijheid van een belangrijk persoon, waaronder zowel het voltooide delict als de strafbare poging daartoe worden verstaan". De betekenis uit het WNT is de gangbare betekenis in het dagelijkse spraakgebruik. Deze betekenis komt ook terug in woorden als bomaanslag, terreuraanslag en zelfmoordaanslag. De tweede betekenis die de Van Dale geeft is de juridische betekenis van het begrip in het Nederlandse recht.

## Nederlands strafrecht
Een aanslag wordt in de Nederlandse wet gehanteerd als begrip om een misdrijf tegen de Nederlandse staat en zijn staatsinrichting te beschrijven. Het is ook een vast onderdeel van de delictsomschrijving van deze misdrijven. Een aanslag is daarmee specifiek een staatsmisdrijf en hoeft niet per se een politiek of ideologisch doel te dienen. Met een 'aanslag' wordt ook de poging daartoe vereenzelvigd, aldus artikel 79 Wetboek van Strafrecht. In het dagelijks spraakgebruik wordt met een aanslag vaak bedoeld 'een strafbaar feit dat erop gericht is iemand van het leven te beroven' (bijvoorbeeld in terreuraanslag of bomaanslag). Het juridische begrip is echter wijder, doordat het ook abstracte handelingen als aanslag beschrijft, bijvoorbeeld het 'tot regeren ongeschikt maken' of de 'grondwettige regeringsvorm op onwettige wijze te veranderen' (art. 92 respectievelijk 94 Sr).
In het Nederlandse Wetboek van Strafrecht zijn de volgende bepalingen omtrent aanslagen opgenomen:
| Artikel                                            | Omschrijving |
| -------------------------------------------------- | --- |
| 92 (aanslag tegen de Koning)                       | De aanslag ondernomen met het oogmerk om de Koning, de regerende Koningin of de Regent van het leven of de vrijheid te beroven of tot regeren ongeschikt te maken, wordt gestraft met levenslange gevangenisstraf of tijdelijke van ten hoogste dertig jaren of geldboete van de vijfde categorie. |
| 93 (aanslag tegen het Rijk)                        | De aanslag ondernomen met het oogmerk om het Rijk geheel of gedeeltelijk onder vreemde heerschappij te brengen of om een deel daarvan af te scheiden, wordt gestraft met levenslange gevangenisstraf of tijdelijke van ten hoogste dertig jaren of geldboete van de vijfde categorie. |
| 94 (aanslag tegen regeringsvorm)                   | De aanslag ondernomen met het oogmerk om de grondwettige regeringsvorm of de orde van troonopvolging te vernietigen of op onwettige wijze te veranderen, wordt gestraft met levenslange gevangenisstraf of tijdelijke van ten hoogste dertig jaren of geldboete van de vijfde categorie. |
| 108 (Aanslag op de echtgenoot van de Koning, enz.) | 1. De aanslag op het leven of de vrijheid van de echtgenoot van de Koning, van de vermoedelijke opvolger van de Koning, of van diens echtgenoot, wordt gestraft met gevangenisstraf van ten hoogste vijftien jaren of geldboete van de vijfde categorie. 2. Indien de aanslag op het leven de dood ten gevolge heeft of met voorbedachten rade wordt ondernomen, wordt levenslange gevangenisstraf of tijdelijke van ten hoogste dertig jaren opgelegd of geldboete van de vijfde categorie. |
| 115 (Aanslag op bevriend staatshoofd)              | 1. De aanslag op het leven of de vrijheid van een hoofd van een bevriende staat wordt gestraft met gevangenisstraf van ten hoogste vijftien jaren of geldboete van de vijfde categorie. 2. Indien de aanslag op het leven de dood ten gevolge heeft of met voorbedachten rade wordt ondernomen, wordt levenslange gevangenisstraf of tijdelijke van ten hoogste dertig jaren of geldboete van de vijfde categorie opgelegd.                                                                  |
| 117 (Aanslag op internationaal beschermd persoon)  | 1. De aanslag op het leven of de vrijheid van een internationaal beschermd persoon wordt gestraft met gevangenisstraf van ten hoogste twaalf jaren of geldboete van de vijfde categorie. 2. Indien de aanslag op het leven de dood ten gevolge heeft of met voorbedachten rade wordt ondernomen, wordt levenslange gevangenisstraf of tijdelijke van ten hoogste dertig jaren opgelegd of geldboete van de vijfde categorie.                                                                 |

## Bekende slachtoffers van aanslagen
- 44 v.Chr. - Julius Caesar, Romeins politicus
- 480 - Julius Nepos, laatste legitieme keizer van het West-Romeinse Rijk
- 935 - Wenceslaus de Heilige, hertog van Bohemen
- 1127 - Karel de Goede, graaf van Vlaanderen
- 1407 - Lodewijk I van Orléans, hertog van Orléans en Valois
- 1584 - Willem van Oranje, Nederlands stadhouder
- 1865 - Abraham Lincoln, Amerikaans president
- 1881 - James Garfield, Amerikaans president
- 1889 - Elisabeth van Oostenrijk, Oostenrijks keizerin
- 1901 - William McKinley, Amerikaans president
- 1913 - George I van Griekenland, koning van Griekenland
- 1914 - Frans Ferdinand van Oostenrijk, Oostenrijks-Hongaars kroonprins
- 1922 - Michael Collins, Iers politicus
- 1939 - 1944 - Adolf Hitler, Duits rijkskanselier en Führer (overleefde de aanslagen, zie: Lijst van aanslagen op Adolf Hitler)
- 1950 - Julien Lahaut, Belgisch politicus en militair
- Vanaf 1959 - Fidel Castro, Cubaans dictator (overleefde 638 aanslagen)[6]
- 1960 - Inejiro Asanuma, Japans politicus
- 1963 - John F. Kennedy, Amerikaans president
- 1966 - Hendrik Verwoerd, Zuid-Afrikaans premier
- 1981 - Ronald Reagan, Amerikaans president (overleefde de aanslag)
- 1986 - Olof Palme, Zweeds premier
- 1991 - André Cools, Belgisch politicus
- 2002 - Pim Fortuyn, Nederlands politicus
- 2003 - Anna Lindh, Zweeds politica
- 2004 - Theo van Gogh, Nederlands filmmaker en columnist
- 2005 - Louis Sévèke, Nederlands publicist
- 2016 - Jo Cox, Brits politica
- 2019 - Walter Lübcke, Duits politicus
- 2021 - Peter R. de Vries, Nederlands misdaadverslaggever
- 2021 - David Amess, Brits politicus
- 2022 - Shinzo Abe, Japans premier
- 2024 - Donald Trump, Amerikaans politicus (overleefde de aanslag)